# Provincia di Phu Yen
Phu Yen (vietnamita: Phú Yên) è una provincia del Vietnam, della regione di Nam Trung Bo. Occupa una superficie di 5.026 km² e ha una popolazione di 876.600 abitanti. 
La capitale provinciale è Tuy Hòa.

## Distretti
Di questa provincia fanno parte una municipalità autonoma (la città di Tuy Hòa), la cittadina di Sông Cầu e i distretti di:
- Đồng Xuân
- Tuy An
- Sơn Hòa
- Phú Hòa
- Tây Hòa
- Đông Hòa
- Sông Hinh